# 81 v. Chr.
Portal Geschichte | Portal Biografien | Aktuelle Ereignisse | Jahreskalender | Tagesartikel

◄ |
2. Jahrhundert v. Chr. |
1. Jahrhundert v. Chr. |
1. Jahrhundert |
►

◄ | 100er v. Chr. | 90er v. Chr. | 80er v. Chr. | 70er v. Chr. |
60er v. Chr. |
►

◄◄ | ◄ | 84 v. Chr. | 83 v. Chr. | 82 v. Chr. | 81 v. Chr. |
80 v. Chr. |
79 v. Chr. |
78 v. Chr. |
► |
►►
Staatsoberhäupter

## Ereignisse
- 1. Juni: Lucius Sulla beendet seinen Rachefeldzug und schließt die Todeslisten. 4700 römische Bürger, darunter mindestens 40 Senatoren, sind den Proskriptionen zum Opfer gefallen (die Gesamtzahl aller in Sullas Auftrag oder mit seiner Duldung Ermordeten liegt vermutlich um etliches höher). Sulla kann die Republik nun nach seinen – konservativen – Vorstellungen ordnen: Der Senat wird wieder zum Machtzentrum des Staates.

## Gestorben
- Quintus Lucretius Ofella, römischer Offizier
- um 81 v. Chr.: Gaius Norbanus, römischer Politiker
- 81 oder 80 v. Chr.: Ptolemaios IX., ägyptischer Pharao